# Waldkaserne
Die Waldkaserne ist eine Kaserne der Bundeswehr in Hilden, Nordrhein-Westfalen. Sie wurde ab 1937 erbaut und erhielt am 7. Juli 1969 den Namen „Waldkaserne“. Die Kaserne befindet sich am Stadtrand von Hilden, umgeben vom Stadtwald in einem Landschaftsschutzgebiet an der Elberfelder Straße.

## Geschichte

### Kaserne zur Zeit der Wehrmacht
Mit dem Bau der Kaserne auf einer Fläche von etwa 29 Hektar wurde 1937 begonnen. In der Kaserne wurden nach ihrer Fertigstellung Flugabwehrtruppen der Wehrmacht untergebracht. Am 25. November 1938 rückten die ersten Soldaten der Wehrmacht in die Waldkaserne an der Elberfelder Straße ein, die sie bis 1945 nutzten.

### Unter britischer Besatzung
Nach dem Zweiten Weltkrieg diente die Kaserne zuerst amerikanischen und dann britischen Truppen als Unterkunft. Während der Besatzung gehörte die Kaserne zur Britischen Rheinarmee, englisch „British Army of the Rhine“, abgekürzt BAOR. Bei den Briten wurde die Kaserne als „St David’s Barracks“ geführt. Das Verhältnis zur Bevölkerung entwickelte sich insbesondere nach der Aufnahme der BRD in die NATO, als Deutsche und Engländer Bündnispartner wurden, freundschaftlich. Die Hildener schätzten es, wenn englische Musikkorps bei Festveranstaltungen oder im Karnevalszug auftraten. Am 2. März 1968 verabschiedete sich das britische 34. Light Air Defense Regiment Royal Artillery von Hilden mit einer Parade. Damit verließ die letzte englische Besatzungstruppe Hilden. Die britische Rheinarmee hält die Erinnerung auf ihrer Webseite noch heute mit vielen Fotos und Informationen wach.

### Übernahme durch die Bundeswehr

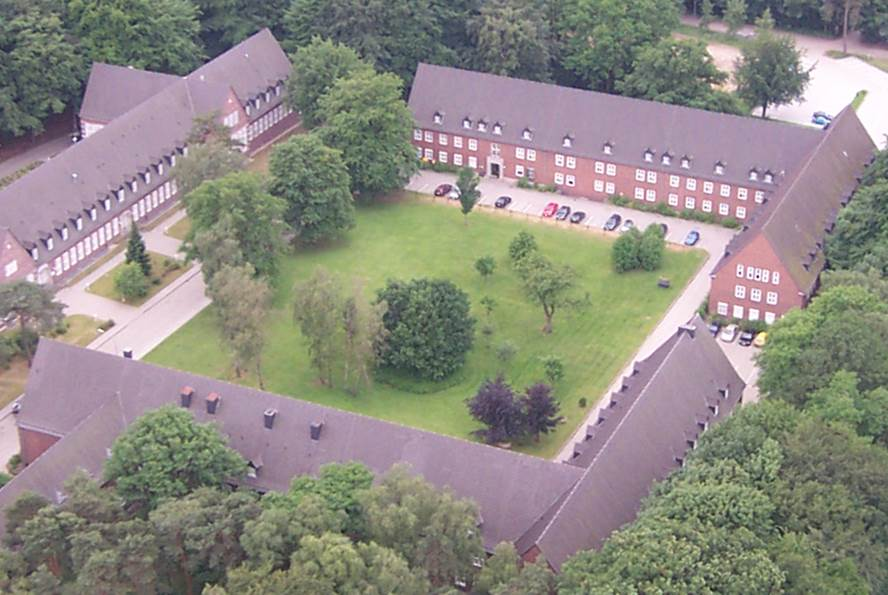
Luftaufnahme der Waldkaserne

1968 wurde die Kaserne von der Bundeswehr übernommen.
1989 übernahm die Stadt Hilden eine Patenschaft über alle in der Waldkaserne stationierten Truppenteile – eine bis heute einzigartige Verbindung zwischen einem Bundeswehr-Standort und seiner Garnisonsstadt. Der Kontakt zur Zivilbevölkerung wird in einer Kaserne vom jeweiligen Standortältesten gepflegt.
Erster Standortältester der Waldkaserne war Oberstleutnant Heinz Glutsch, Kommandeur des Versorgungsbataillons 731, der auch zu den Mitbegründern des Freundeskreises der Waldkaserne gehörte. Der „Freundeskreis der Bundeswehr Waldkaserne Hilden e.V.“ dient der Förderung der Beziehungen zwischen den Einheiten der Waldkaserne und der Zivilbevölkerung. Heutiger Standortältester ist Oberstleutnant Björn Taube, gleichzeitig Kommandeur Feldjägerregiment 2.
Seit Anfang der 1990er-Jahre nehmen Soldaten der Waldkaserne an Auslandseinsätzen teil: Somalia, Ex-Jugoslawien und Afghanistan.
Rund 750 Soldaten – darunter etwa 15 Prozent Frauen und 70 Zivilisten – sind heute in der Waldkaserne stationiert. Sie gehören zum Feldjägerregiment 2, zum Ausbildungsmusikkorps, zum Sanitätszentrum, zum Militärischen Abschirmdienst (MAD), zur Betreuungsstelle für zivile Aus- und Weiterbildung, zur zivilen BWI Informationstechnik GmbH, zu einem technischen Prüfkommando sowie zum Bundeswehr-Dienstleistungszentrum (BwDLZ).
2008 feierte die Waldkaserne ein doppeltes Jubiläum: 70 Jahre ihres Bestehens und 40 Jahre als Standort der Bundeswehr.
Die Kasernenanlagen wurden 2009 für über 18 Millionen Euro saniert. Auch im Rahmen der Umstrukturierung der Bundeswehr und der Kürzungsmaßnahmen des Verteidigungsministeriums bleibt die Kaserne in Hilden erhalten. Die Kaserne ist nicht nur eine wichtige militärische Einrichtung, sondern sie stellt auch einen nicht unbedeutenden Wirtschaftsfaktor für die Stadt dar.
Am 29. August 2014 bestand die in der Bundesrepublik einmalige Patenschaft zwischen der Stadt Hilden und den Dienststellen der Waldkaserne 25 Jahre.

## Dienststellen
- Stab Feldjägerregiment 2
- 1. Kompanie Feldjägerregiment 2 (Stabs- und Versorgungskompanie)
- 7. Kompanie Feldjägerregiment 2 (Feldjägerdienstkommando)
- Ausbildungsmusikkorps der Bundeswehr
- Zivilberufliche Aus- und Weiterbildung (ZAW ehem. Fachausbildungskompanie) Hilden
- Regionales Netzführungszentrum 30 (SKB)
- Landeskommando Nordrhein-Westfalen (Jugendoffizier Hilden)
- Teile des Bundeswehrdienstleistungszentrums Düsseldorf
- MAD-Stelle 3